# 平倉直子
平倉 直子（ひらくら なおこ、1950年5月27日 - ）は、日本の建築家。
有限会社平倉直子建築設計事務所主宰。日本女子大学住居学科（1989年～ ）、名古屋工業大学（2007年～）非常勤講師。東京大学建築学科講師。東京都目黒区生まれ。

## 略歴
1973年、日本女子大学家政学部住居学科卒業。1978年、(有)平倉直子建築設計事務所創設、現在に至る。
1995年、警視庁目黒警察署三田交番（あかりの交番part1）で、目黒区景観賞受賞。
上信越高原国立公園 鹿沢園地自然学習歩道施設 森の小径と鹿沢インフォメーションセンターで、土木学会デザイン賞2009を受賞。
「羽沢の住まい」で、1988年東京建築賞。
「常盤台の住まい」で、1998年新日本建築家協会新人賞。
「都賀の住まい」で、2001年千葉市景観賞。
「富ヶ谷の住まい=ウチとソトの家」
その他に恵比寿四丁目交番（恵比寿ガーデンプレイス）、浜田山の住まい、警視庁尾久警察署荒川遊園前派出所（バラの交番）、宇都宮カトリック教会（松が峰教会）、駒沢公園の住い改修工事1993年、など多数。